# Austrolimnophila (Austrolimnophila) autumnalis
Austrolimnophila (Austrolimnophila) autumnalis is een tweevleugelige uit de familie steltmuggen (Limoniidae). De soort komt voor in het Oriëntaals gebied.